# برج قلعة (شهرستانة)
برج قلعة (بالفارسية: برج قلعه) هي قرية تقع في إيران في قسم شهرستانة الريفي. يقدر عدد سكانها بـ 415 نسمة بحسب إحصاء 2016.